# Pocahontas, Arkansas
Pocahontas är en stad (city) i Randolph County, i delstaten Arkansas, USA. Enligt United States Census Bureau har staden en folkmängd på 6 625 invånare (2011) och en landarea på 19,1 km². Pocahontas är huvudort i Randolph County.